# Svatý Kryštof
Svatý Kryštof (? - 250?) je svatý, mučedník a jeden ze čtrnácti svatých pomocníků. Je uctívaný římskokatolickou a pravoslavnou církví. Církevní svátek se slaví 25. července, v občanském kalendáři se Kryštofův svátek slaví 18. září.

## Legenda

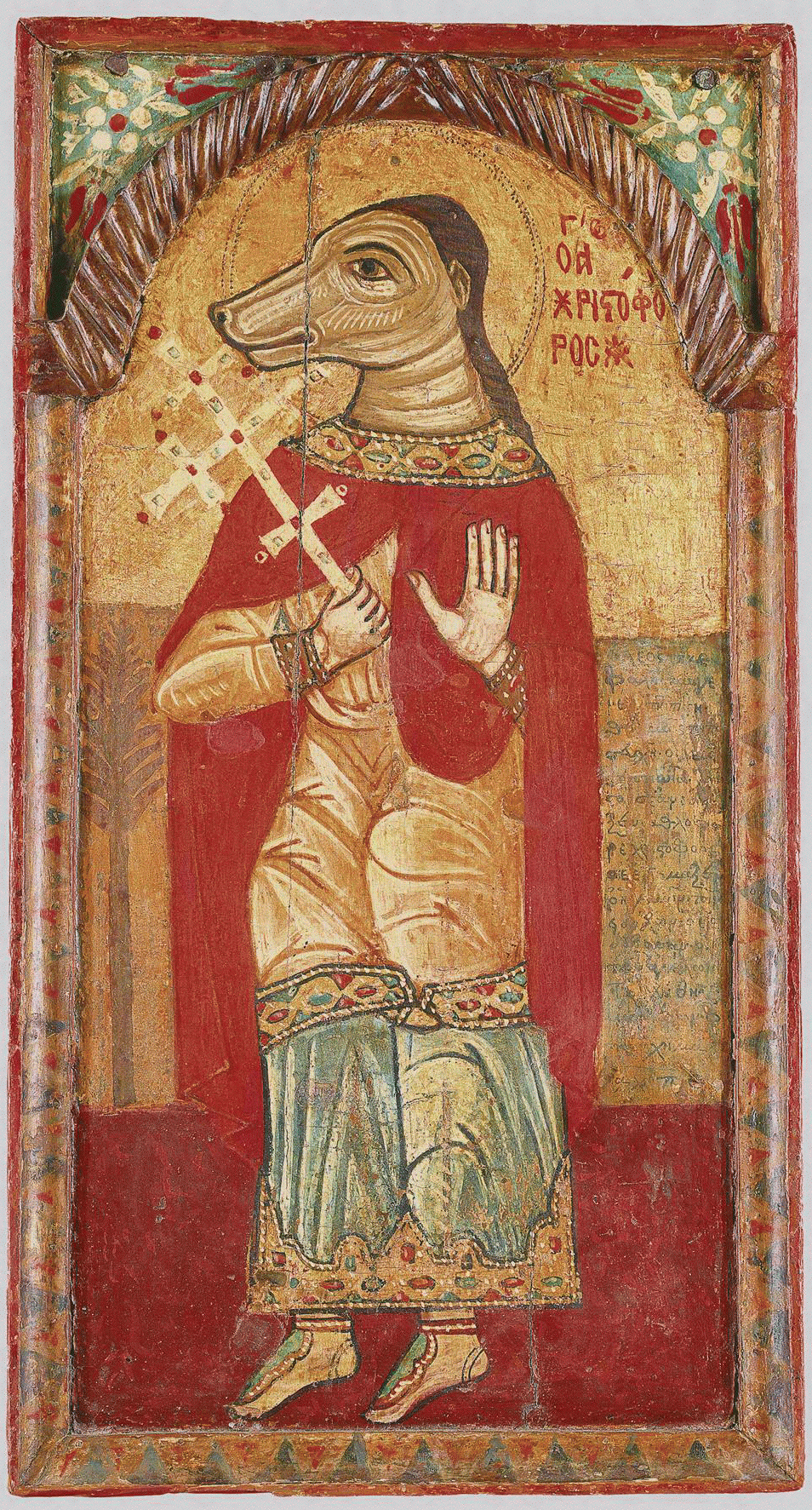
Svatý Kryštof s psí hlavou (kynokefalos), řecká ikona, Atény 1685

Legend o sv. Kryštofovi je několik. Liší se svým pojetím ve východní církvi a v církvi západní. Nejznámější z nich je příběh o muži jménem Reprobus. Byl to muž obrovité postavy, který chtěl sloužit pouze největšímu z králů. Když zjistil, že se jeho král bojí ďábla, dal se do služeb ďábla. Shledal, že se ďábel bojí znamení bílého kříže. Od jednoho poutníka se dozvěděl, že Ježíš Kristus je ten, koho se ďábel bojí. Reprobus mu chtěl sloužit. Poutník mu řekl, že bude Kristu sloužit tím, že bude přepravovat pocestné přes rozvodněnou řeku. Jednou přenášel přes řeku dítě. Dítě bylo stále těžší a těžší. Obr se tomu velice divil a požádal dítě o vysvětlení. Dítě mu řeklo, že je Ježíš Kristus, král, kterého hledal. Nesl spolu s ním na ramenou všechnu tíhu světa. Obr mu nevěřil a požádal dítě o zázrak. Obrova mohutná hůl, o kterou se opíral při přenášení lidí přes řeku, se zazelenala a později se na ní objevily květy a plody. Ježíš obra pokřtil a dal mu jméno Christophorus, což v řečtině znamená Ten, kdo nosí Krista.

## Ikonografie

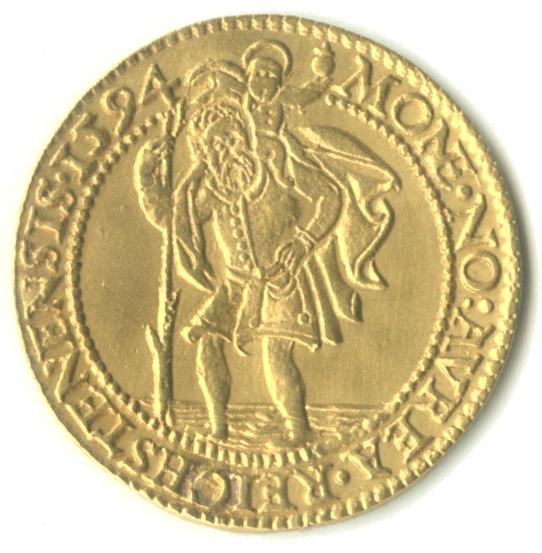
Sv. Kryštof na aversu dukátu Petra Voka z Rožmberka z mincovny Złoty Stok (1594)

- Kryštof je zobrazován jako silný bosý muž s plnovousem a ve vlajícím krátkém plášti (chlamydě), se dvěma atributy: na rameni nese oblečené dítě Ježíše, které často drží říšské jablko a žehná. Jako druhý atribut Kryštof drží nebo se opírá o mohutnou hůl, která může mít formu stromu s kořeny nebo jen se zelenou korunou. Stojí nebo se brodí ve vodě, v níž bývají vyobrazeni vodní živočichové, nejčastěji ryba a rak. Na nástěnných malbách ve středověkých chrámech bývá vyobrazen v nadživotní až pětimetrové výšce, často proti vchodu nebo na vnější stěně.
- Kynokefalos, tj. muž se psí hlavou, se objevuje v koptském umění a na ikonách dalších ortodoxních církví. Jeho původ bývá spatřován v přenosu starověkého egyptského boha Anupa (Anúbise).[1]

## Patron
Svatý Kryštof je patronem poutníků, řidičů, cestujících, horníků a ochráncem horských cest. Je také patronem leteckých záchranářů. V Česku je volacím znakem vrtulníků letecké záchranné služby kombinace jména Kryštof a čísla. Tento volací znak je používán také v některých dalších evropských zemích – na Slovensku Krištof, v Německu Christoph, v Rakousku Christophorus. Svatý Kryštof je také přímluvcem od nenadálé smrti.